# ヨハン・シュトラウス

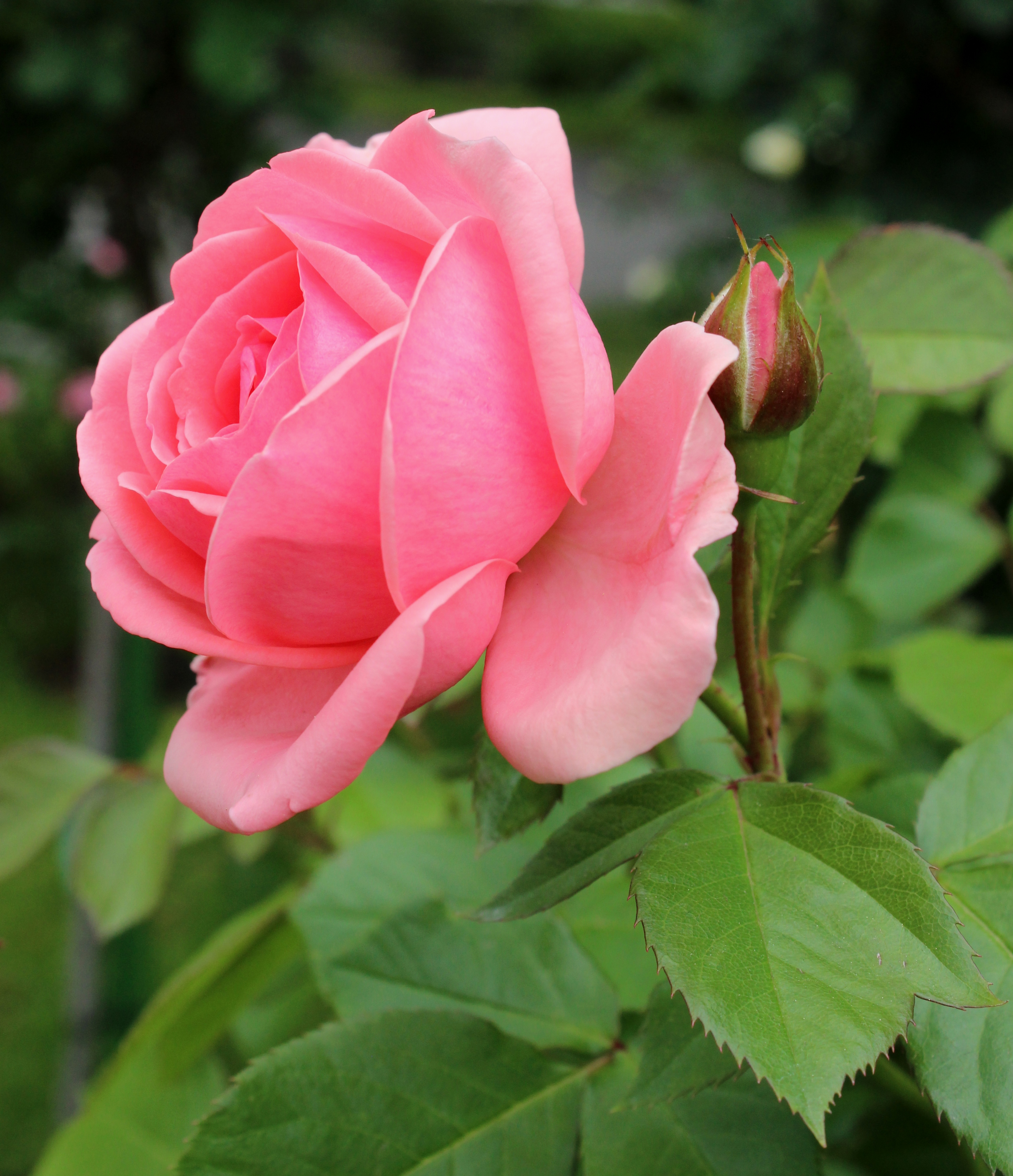
バラ『ヨハン・シュトラウス』

ヨハン・シュトラウス（ドイツ語: Johann Strauss）は、ウィンナ・ワルツの作曲家ファミリーとして知られるシュトラウス家にみられる人名。または、その人名に由来するバラの品種名。

## 概要
単に「ヨハン・シュトラウス」とだけ書いた場合、通常は2世を指す。1世は「ヨハン・シュトラウス1世」または「ヨハン・シュトラウス（父）」とするのが通例である。3世はドイツ語圏では「Enkel（孫）」と呼ばれるが、日本では「ヨハン・シュトラウス（孫）」などとする表記はほとんどみられない。
- ヨハン・シュトラウス1世
- ヨハン・シュトラウス2世 : 1世の長男。
- ヨハン・シュトラウス3世 : 2世の末弟エドゥアルト・シュトラウス1世の長男。

なお、3世の長男の名もヨハンであり、さらにその長男もヨハンである（彼らは音楽家ではないが、言うなればヨハン4世、ヨハン5世）。また、1世の祖父の名はヨハン・ミヒャエルであり、叔父の名はヨハン・アダムであった。

## 対象の変遷

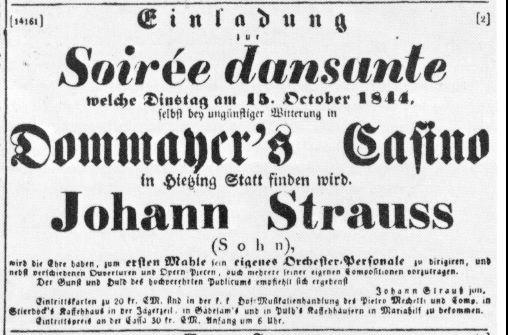
ヨハン・シュトラウス2世のデビューコンサート新聞告知。「Johann Strauss（Sohn）」との表記がある。（1844年）

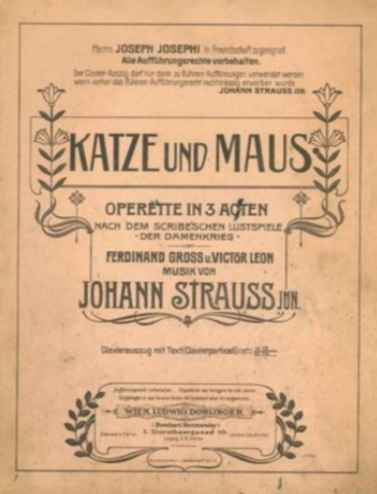
ヨハン・シュトラウス3世のオペレッタ『猫と鼠』曲譜。「JOHANN STRAUSS JUN.」との表記がある。（1898年）

元々は「ヨハン・シュトラウス」といえば1世のことを指していた。他に同姓同名の作曲家はおらず、呼び分ける必要がなかったためである。やがて1844年に2世がデビューを果たすと、人々は1世を「ファーター（父）」、2世を「ゾーン（息子）」と呼んで両者を区別するようになった。
当時「ワルツ王」と呼ばれ、息子を圧倒していたヨハン1世は自ら「ファーター」と名乗ることはせず、単に「ヨハン・シュトラウス」と名乗った。しかし彼の死後やがて2世のほうが有名になる。元々は父親を指していたあだ名「ワルツ王」は2世のことを指すようになり、さらに「ヨハン・シュトラウス」についても通常2世を指すようになった。
こうして2世が「ヨハン・シュトラウス」と呼ばれるようになったが、1898年12月に甥のヨハン3世が音楽家デビューを果たす。すると、区別のために今度は3世が「ジュニア」を付して呼ばれるようになった。（2世はそのまま「ヨハン・シュトラウス」）
現在でも通常は「ヨハン・シュトラウス」といえばやはり最も有名な2世を指すことが多いが、父との区別のために2世に再び「ジュニア」などを付けて呼ぶことも多くなった。この動きに伴って、いつしか3世も「ジュニア」ではなく「エンクル（孫）」と呼ばれるようになった。